# Кимбол (Западна Вирџинија)
Кимбол (енгл. Kimball) град је у америчкој савезној држави Западна Вирџинија.

## Демографија
По попису из 2010. године број становника је 194, што је 217 (-52,8%) становника мање него 2000. године.
| Група             | 2000.       | 2010.       |
| Белци             | 140 (34,1%) | 73 (37,6%)  |
| Афроамериканци    | 260 (63,3%) | 111 (57,2%) |
| Азијати           | 0 (0,0%)    | 0 (0,0%)    |
| Хиспаноамериканци | 0 (0,0%)    | 0 (0,0%)    |
| Укупно            | 411         | 194         |